# Ribes amarum
Ribes amarum är en ripsväxtart som beskrevs av Mac Clatchie. Ribes amarum ingår i släktet ripsar, och familjen ripsväxter. Utöver nominatformen finns också underarten R. a. amarum.